# Barbara Clementine Harris

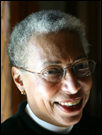
Barbara Clementine Harris

Barbara Clementine Harris (* 12. Juni 1930 in Philadelphia; † 13. März 2020 in Lincoln, Massachusetts) war eine US-amerikanische Priesterin der Episcopal Church of the United States. Sie war die erste Frau, die in der Anglikanischen Gemeinschaft zur Bischöfin geweiht wurde, und damit auch die erste Bischöfin einer Kirche, die das Prinzip der Apostolischen Sukzession verfolgt.
Harris war über Jahrzehnte in der US-amerikanischen Bürgerrechtsbewegung tätig; bereits in den 1960er Jahren nahm sie an den gewaltfreien Protestmärschen der Bewegung teil.

## Leben als Laie
Harris studierte an der Villanova University, der Abteilung für Urban Theology in Sheffield und an der Pennsylvania Foundation for Pastoral Counseling. Vor ihrer Ordination war Harris als Leiterin des Bereichs Public Relations der Sun Oil Company tätig. Sie war Messdienerin im Gottesdienst, bei dem am 29. Juli 1974 irregulär die ersten Frauen in der Episcopal Church ordiniert wurden (so genannte Philadelphia Eleven). Nachdem die General Covention der Episkopalkirche der Frauenordination 1976 zugestimmt hatte, war diese ab dem 1. Januar 1977 offiziell möglich.

## Leben als Priesterin
Ihr damaliger Gemeindepfarrer bei der Church of the Advocate im Stadtbezirk North Philadelphia, der Reverend Paul Washington, überzeugte sich, dass Harris ernsthaftes Interesse an einem priesterlichen Leben habe, und empfahl sie ihrem Bischof, Lyman Ogilby von der Episcopal Diocese of Pennsylvania. Ogilby weihte sie als Diakonin 1979 und als Priesterin 1980.

## Leben als Bischöfin
Am 11. Februar 1989 wurde sie als Weihbischöfin der Episcopal Diocese of Massachusetts durch Edmond Lee Browning sowie David Elliot Johnson und Allen Lyman Bartlett geweiht. 2003 wurde sie dort pensioniert. Ihre Nachfolgerin als Weihbischöfin ist eine weitere Afroamerikanerin, Gayle Elizabeth Harris.
Im Ruhestand diente Barbara Harris als assistierende Bischöfin in der Episcopal Diocese of Washington und als Präsidentin der Episcopal Church Publishing Company – des Verlags, in dem die Zeitschrift The Witness erscheint.
Sie starb im März 2020 im Care Dimensions Hospice House in Lincoln.

## Werke
- Barbara C. Harris: Parting Words: A Farewell Discourse. Cowley Publications, Boston 2003, ISBN 1-56101-217-3.
- Barbara C. Harris: Beyond Powershift: Theological questions in a changing world (= The Westminster Tanner-McMurrin lectures on the history and philosophy of religion at Westminster College). Westminster College, 1993 (B0006PCK34).